# Ich dziecko
Ich dziecko – powieść Tadeusza Dołęgi-Mostowicza z 1937 roku.

## Fabuła
Justyn i Marek to przyjaciele, których połączyła wspólna walka w wojnie polsko-bolszewickiej. Przyjaźń wystawiona jest jednak na próbę, gdy w ich życiu pojawia się Monika, o której względy zabiegają obaj.

## Adaptacja
- Ich dziecko (1985) – 5-odcinkowy serial w Teatrze Polskiego Radia, reż. Marek Kulesza[2]